# Institut Christus König und Hohepriester
Das Institut Christus König und Hohepriester (lateinisch Institutum Christi Regis Summi Sacerdotis, Ordenskürzel ICRSS) ist eine Gesellschaft apostolischen Lebens in der römisch-katholischen Kirche.

## Geschichte
Das aus Säkularkanonikern bestehende Institut wurde am 1. September 1990 von den Priestern Gilles Wach und Philippe Mora gegründet und vom Bischof von Mouila (Gabun), Cyriaque Siméon Obamba, kanonisch errichtet. Kurz darauf wurde das Mutterhaus des Institutes mit Erlaubnis des damaligen Erzbischofs von Florenz, Silvano Kardinal Piovanelli, nach Gricigliano bei Florenz verlegt. Als weiblichen Zweig gibt es seit 2001 die Anbetungsschwestern des königlichen Herzens Jesu.
Papst Benedikt XVI. verlieh der Gemeinschaft am 7. Oktober 2008 die Rechtsstellung einer Gesellschaft apostolischen Lebens päpstlichen Rechts.
Dem Institut gehörten 2017 über 100 Priester und über 90 Seminaristen an.

## Gesellschaft apostolischen Lebens
Die Mitglieder leben in Gemeinschaft und feiern das Stundengebet gemeinsam in lateinischer Sprache. Das Institut feiert aufgrund einer päpstlichen Ausnahmeregelung die Liturgie nach dem Missale von 1962, bis 2021 auch „außerordentliche Form des römischen Ritus“ genannt:

„Die Liebe zur außerordentlichen Form des römischen Ritus erklärt sich ... aus der Liebe zur Kirche sowie aus ihrer Spiritualität.“

Das Institut ist Christus, dem König und Hohenpriester geweiht. Die unbefleckt empfangene Gottesmutter Maria sowie die heiligen Franz von Sales, Benedikt von Nursia und Thomas von Aquin sind Patrone der Gemeinschaft.
Gilles Wach ist der Generaloberer des Instituts. Er stammt aus Troyes in Frankreich. Seminarregens ist der französische Priester Philippe Mora. Rudolf Michael Schmitz ist höchstrangiges deutsches Mitglied. Er wirkt als Generalvikar im Institut, ist Provinzial in Frankreich und Delegat für Deutschland und die Vereinigten Staaten. Sitz des Instituts ist Gricigliano bei Florenz.
Das Institut betreibt ein internationales Priesterseminar in Gricigliano. Priesteramtskandidaten aus mehr als zehn Ländern werden dort ausgebildet.
Dem Institut gehören auch Oblaten an, die den Priestern des Institutes in praktischen, administrativen und künstlerischen Aufgaben zur Seite stehen und die niederen Weihen empfangen. Die Priester des Instituts werden „Kanonikus“ genannt; sie widmen sich der Seelsorge, dem Unterricht und der Mission. Dabei wird besonderer Wert auf die Liturgie und eine der salesianischen Spiritualität entsprechende Pastoral gelegt.
Dem Institut angegliedert ist die Herz-Jesu-Gemeinschaft, die ähnlich einem dritten Orden organisiert ist und die Spiritualität des Instituts für Laien fruchtbar machen will.
Im Jahr 2016 hatte die Gemeinschaft Niederlassungen in 70 Diözesen in Deutschland, der Schweiz, Schweden, Italien, den Vereinigten Staaten, Frankreich, Belgien, Spanien, Irland, England, Gabun und auf der Insel Mauritius. Niederlassungen im Deutschland sind in Bayerisch Gmain und im Kloster Maria Engelport, Treis-Karden, dort mit einer Niederlassung der Anbetungsschwestern.

Chorkleidung von Institutsangehörigen
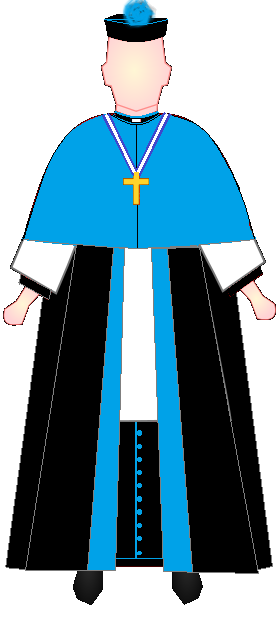
Chorkleidung eines Institutsoberen
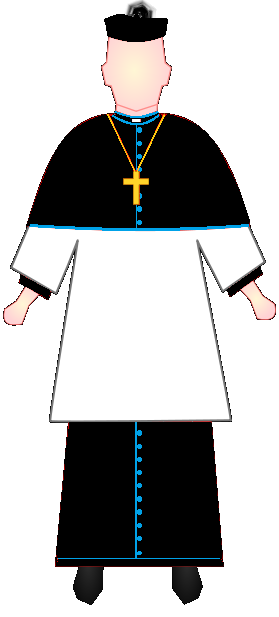
Chorkleidung eines Priesters des Instituts